# Синайтакала Факафануа
Синайтакала Факафануа (урож. Синайтакала Ту'иматамоана'и Фанакавакиланги Факафануа; тонг. Sinaitakala Tuʻimatamoana ʻi Fanakavakilangi Fakafānua; род. 20 марта 1987) — тонганская принцесса, супруга кронпринца Сиаоси Тупоутоа.

## Биография
Синайтакала Факафануа является троюродной сестрой и супругой кронпринца Сиаоси Тупоутоа, за которого вышла замуж 12 июля 2012 года. Этот брак вызвал различные споры по поводу продолжающейся практики браков членов династии с близкими родственниками. Королевский протокол требует, чтобы члены королевской семьи женились на членах благородных семей для поддержания «сильной» родословной. 
Свадебные торжества включали в себя традиционные угощения простолюдинов жареной свининой и окончание 100-дневного траура после внезапной кончины в марте этого же года короля Георга Тупоу V. У супругов в браке четверо детей (сын и 3 дочери):
- Принц Тауфаахау Мануматаонго (род. 10 мая 2013, Окленд);
- Принцесса Хэлэевэлу Мэйта’эхо (род. 12 июля 2014, Окленд);
- Принцесса Нанасипау Элиана (род. 20 марта 2018, Окленд);
- Принцесса Салоте Мафиле’о Пилолеву (род. 25 февраля 2021 года, Канберра)